# Tros Wanted
Tros Wanted was een tv-programma uit 1997 dat werd uitgezonden door de TROS op de Nederlandse publieke omroep. Het was de Nederlandse versie van het Engelse programma Wanted en werd gepresenteerd door Jack van Gelder en Mabel van den Dungen. Een team van experts in de live-uitzending stond onder leiding van Klaas Wilting. Het was een multimedia-spelshow waarbij de kijker betrokken was. Het programma kan worden gezien als de eerste realityserie in Nederland.
Voor het TROS-programma Wanted reisden drie teams van elk twee kandidaten 18 uur per dag, 7 dagen per week kriskras door Nederland. Ze werden op de hielen gezeten door drie professionele jagers.
Binnen dit spel was Nederland opgedeeld in blokken van 10 bij 10 kilometer. Kandidaten moesten elke dag minstens één blok verder reizen, waarbij ze nooit meer tijdens hun vlucht in een al eerder bezocht blok mochten terugkeren. Kandidaten mochten uitsluitend per openbaar vervoer reizen. Het reizen op eigen lichaamskracht, zoals fietsen, rollerskaten en lopen, was toegestaan. Ze mochten niet liften of meerijden met familie, vrienden of kennissen. Kandidaten mochten voor hun reis en overnachtingen alleen gebruikmaken van het daggeld dat hen door de Wanted-organisatie was verstrekt. Ook hun eten en drinken moesten ze van dit geld betalen. Om het nog moeilijker te maken moesten kandidaten elke dag een opdracht volbrengen en als bewijs filmen. Deze opdrachten werden elke week aan het begin van de reis door presentator Jack van Gelder aan de kandidaten verstrekt. En natuurlijk moesten kandidaten zorgen dat ze niet gevonden werden door de jager. Lukte dit alles dan ontvingen ze een dagprijs van 1500 gulden. Tijdens de live-uitzendingen waren kandidaten verplicht een uur lang in een telefooncel van hun keuze te verblijven. De plaats van deze cel was voor de jagers onbekend. Door middel van tips uit het land kon de jager achter de exacte locatie van de telefooncel komen en zo de kandidaten vinden. Daarnaast mocht de jager tijdens de uitzending de hulp inroepen van taxichauffeurs, politie, brandweer, koeriers enzovoort.
Van de Engelse versie zijn twee seizoenen gemaakt. De serie was populair, maar ontzettend duur om te maken. Beeldtelefoonverbindingen, camcorders en mobieletelefoontechnologie waren erg kostbaar in 1997; andere kosten en logistieke problemen betekenden daar het einde van de show. Het format is internationaal verkocht, waaronder dus aan de TROS. ABC in de Verenigde Staten spendeerde 2 miljoen dollar aan een pilot die uiteindelijk de televisie niet heeft gehaald. In Nederland is slechts 1 seizoen gemaakt. Hoewel een nieuw seizoen werd aangekondigd is het programma een stille dood gestorven.
In oktober 2016 kwam AVROTROS met een vergelijkbaar format op de Nederlandse televisie, genaamd Hunted.